# Morgen (mitologia)
Morgens, Morgans o Mari-Morgans sono divinità delle acque gallesi e bretoni che facevano affogare gli uomini.  Potevano attirare gli uomini con la loro bellezza o con scorci di edifici con giardini d'oro o di cristallo sottacqua. Erano anche responsabili di gravi alluvioni che distruggevano le colture e i villaggi. Nella storia dell'annegamento della città bretone di Ys, la causa è la figlia del re, Dahut, che diventa un morgen marino. Le morgens erano eternamente giovani e come sirene si siedono in acqua e pettinavano i loro capelli in modo seducente. Nelle leggende arturiane, soprattutto nella Vita di Merlino di Goffredo di Monmouth, il regnant di Avalon è una "Morgen". Per questo l'origine di Morgana la Fata può essere collegato a questi miti bretoni.